# Gran Premi dels Estats Units del 2000
Resultats del Gran Premi dels Estats Units de Fórmula 1 de la temporada 2000, disputat al circuit de Indianàpolis el 24 de setembre del 2000.

## Resultats de la cursa
| Pos | No | Pilot                 | Equip                  | Voltes | Temps/ Retir.    | Pos. de sort. | Punts |
| --- | -- | --------------------- | ---------------------- | ------ | ---------------- | ------------- | ----- |
| 1   | 3  | Michael Schumacher    | Ferrari                | 73     | 1h 36' 31. 1     | 1             | 10    |
| 2   | 4  | Rubens Barrichello    | Ferrari                | 73     | + 12.118 s       | 4             | 6     |
| 3   | 5  | Heinz-Harald Frentzen | Jordan - Mugen - Honda | 73     | + 17.368 s       | 7             | 4     |
| 4   | 22 | Jacques Villeneuve    | BAR - Honda            | 73     | + 17.936 s       | 8             | 3     |
| 5   | 2  | David Coulthard       | McLaren - Mercedes     | 73     | + 28.813 s       | 2             | 2     |
| 6   | 23 | Ricardo Zonta         | BAR - Honda            | 73     | + 51.694 s       | 12            | 1     |
| 7   | 7  | Eddie Irvine          | Jaguar - Cosworth      | 73     | + 1' 11.115 min. | 17            |       |
| 8   | 16 | Pedro Diniz           | Sauber - Petronas      | 72     | + 1 Volta        | 9             |       |
| 9   | 15 | Nick Heidfeld         | Prost - Peugeot        | 72     | + 1 Volta        | 16            |       |
| 10  | 12 | Alexander Wurz        | Benetton - Playlife    | 72     | + 1 Volta        | 11            |       |
| 11  | 8  | Johnny Herbert        | Jaguar - Cosworth      | 72     | + 1 Volta        | 19            |       |
| 12  | 20 | Marc Gené             | Minardi - Fondmetal    | 72     | + 1 Volta        | 22            |       |
| Ret | 14 | Jean Alesi            | Prost - Peugeot        | 64     | Motor            | 20            |       |
| Ret | 21 | Gaston Mazzacane      | Minardi - Fondmetal    | 59     | Motor            | 21            |       |
| Ret | 9  | Ralf Schumacher       | Williams - BMW         | 58     | Motor            | 10            |       |
| Ret | 18 | Pedro de la Rosa      | Arrows - Supertec      | 45     | Caixa canvi      | 18            |       |
| Ret | 11 | Giancarlo Fisichella  | Benetton - Playlife    | 44     | Motor            | 15            |       |
| Ret | 19 | Jos Verstappen        | Arrows - Supertec      | 34     | Frens            | 13            |       |
| Ret | 1  | Mika Häkkinen         | McLaren - Mercedes     | 25     | Motor            | 3             |       |
| Ret | 17 | Mika Salo             | Sauber - Petronas      | 18     | Virolla          | 14            |       |
| Ret | 10 | Jenson Button         | Williams - BMW         | 14     | Motor            | 6             |       |
| Ret | 6  | Jarno Trulli          | Jordan - Mugen - Honda | 12     | Col·lisió        | 5             |       |

## Altres
- Pole: Michael Schumacher 1' 14. 266

- Volta ràpida: David Coulthard 1' 14. 711 (a la volta 40)